# کریتون (نبراسکا)
کریتون(به انگلیسی: Creighton) شهری در ایالت نبراسکا کشور ایالات متحده آمریکا است که جمعیت آن در سرشماری سال ۲۰۱۰ میلادی، ۱٬۱۵۴ نفر بوده‌است.